# Gąsiorowo (Purda)
Gąsiorowo [ɡɔ̃ɕɔˈrɔvɔ] (deutsch Gonschorowen, 1938 bis 1945 Lichtenstein) ist ein kleines Dorf im Sołectwo Giławy (Gillau) in der Landgemeinde Purda (Groß Purden). Es liegt im Powiat Olsztyński (Kreis Allenstein) in der Woiwodschaft Ermland-Masuren im Nordosten Polens.

## Geographie

### Geographische Lage
Gąsiorowo liegt im Westen der Masurischen Seenplatte, die zum Baltischen Höhenrücken gehört. Charakteristisch für die Gegend sind zahlreiche Seen, Flüsse sowie Nadel- und Mischwälder, die 53 % des Gemeindegebiets von Purda bedecken. Etwa drei Kilometer nordwestlich entfernt liegt der Serwentsee. Die fünf Dörfer Gąsiorowo, Giławy, Groszkowo, Nerwik und Zaborowo gehören zum Sołectwo Giławy.

### Verkehr
Gąsiorowo liegt abseits der großen Verkehrsstraßen und ist auf einer Nebenstraße zu erreichen, die von Barczewo über Jedzbark, Klucznik und Giławy nach Gąsiorowo führt. Die Entfernung nach Barczewo beträgt 16 km, nach Giławy 1 km, nach Olsztyn-Mitte 26 km, nach Pasym 11 km und nach Purda 14 km.

### Geologie
Die Landschaft ist durch den fennoskandischen Eisschild gestaltet worden und ist eine postglaziale, hügelige, bewaldete Grundmoräne mit vielen Rinnen-, Binnenseen und Flüssen.

## Geschichte

### Ortsgeschichte
Ursprünglich lebten in der Region die heidnischen Prußen. Seit 1243 gehörte das Gebiet dem Deutschordensstaat. Nach dem Zweiten Frieden von Thorn im Jahr 1466 verlief hier bis 1772 die Grenze zwischen dem Herzogtum Preußen und dem Fürstbistum Ermland und damit zwischen den Regionen Ermland und Masuren.
Am 18. März 1564 verlieh der letzte Hochmeister des Deutschen Ordens Herzog Albrecht an Sebastian Lichtenstein vier Hufen zum Schulzenamt und 48 Hufen den anderen Einwohnern. Um 1700 war hier eine Siedlungswüstung. Am 15. Juli 1741 wurden neun Huben an Bartek Kendzorra, George Klimeck, Mathes Salch, George Peterra, Mathes Karweck als Assekuranten verliehen.
Nach 1772 wurde diese Region ein Teil des Königreichs Preußen und später der Provinz Ostpreußen. Gonschorowen gehörte von 1818 bis 1945 dem Landkreis Ortelsburg im Regierungsbezirk Allenstein an. Im Mai 1874 wurde der Amtsbezirk Klein Rauschken mit der Landgemeinde Gonschorowen gebildet.
Bei der Volksabstimmung im Juli 1920 wurden 58 Stimmen für Ostpreußen und 1 Stimme für Polen abgegeben. Zum 16. Juli 1938 wurde Gonschorowen im Gedenken an Sebastian Lichtenstein, dem ersten Dorfschulzen, in Lichtenstein umbenannt.
Nach dem 20. Januar 1945 wurde Lichtenstein von der Roten Armee eingenommen und der sowjetischen Kommendantur unterstellt. Nach Kriegsende kam das Dorf zur Volksrepublik Polen im Powiat Olsztyński und heißt seither Gąsiorowo.

### Einwohnerentwicklung
- 1785: 66
- 1905: 89
- 1939: 82
- 2011: 52

## Religionen
Die heidnischen Preußen verehrten die baltischen und litauischen Gottheiten. Nach der Zwangschristianisierung durch den Deutschen Orden war das Bistum Ermland ab dem Jahr 1243 ein Teil des Deutschordenslandes.
Gonschorowen / Lichtenstein war bis 1945 in die evangelische Kirche Passenheim in der Kirchenprovinz Ostpreußen der Kirche der Altpreußischen Union eingepfarrt. Heute gehört Gąsiorowo der Pfarrei Pasym an, jetzt in der Diözese Masuren der Evangelisch-Augsburgischen Kirche in Polen.
Bis 1868 war Gonschorowen in die römisch-katholische Kirche Groß Purden, von 1868 bis 1898 in die Pfarrei Passenheim und schließlich ab 1898 in die Pfarrei Gillau im Bistum Ermland eingegliedert. Der Bezug zur katholischen Pfarrei Giławy besteht noch heute, jetzt allerdings im Erzbistum Ermland gelegen.